# Мухолов сизоголовий
Мухолов сизоголовий (Poecilotriccus sylvia) — вид горобцеподібних птахів родини тиранових (Tyrannidae). Мешкає в Мексиці, Центральній і Південній Америці.

## Підвиди
Виділяють п'ять підвидів:
- P. s. schistaceiceps (Sclater, PL, 1859) — від південно-східної Мексики (Веракрус) до центральної Панами;
- P. s. superciliaris (Lawrence, 1871) — північна, західна і центральна Колумбія (від Магдалени до Кауки);
- P. s. griseolus (Todd, 1913) — східна Колумбія, північна і центральна Венесуела (на схід до північного Болівару);
- P. s. sylvia (Desmarest, 1806) — північна Бразилія (Рорайма), Гаяна і Французька Гвіана;
- P. s. schulzi (Berlepsch, 1907) — північно-східна Бразилія (від південно-східної Пари до півночі Піауї).

## Поширення і екологія
Сизоголові мухолови живуть у вологих рівнинних тропічних лісах і чагарникових заростях. Зустрічаються на висоті до 1100 м над рівнем моря.